# Henri Sattler
Henri Sattler (ur. 1971 w Beilen, Drenthe) – założyciel i wokalista oraz gitarzysta zespołu God Dethroned. Z powodu problemów z pozostałymi członkami zespołu oraz wytwórnią płytową, Sattler zdecydował się w 1993 rozwiązać zespół. W 1994 utworzył Ministry of Terror i wydał z nim album Fall of Life w tym samym roku. W 1998 zespół się rozpadł, a dwa lata wcześniej odszedł z niego Sattler, by reaktywować God Dethroned. Z nowymi członkami grupa wydała płytę The Grand Grimoire i podpisał kontrakt z wytwórnią Metal Blade.